# Mas Bernat (Olot)
El Mas Bernat és un edifici d'Olot (Garrotxa) protegit com a Bé Cultural d'Interès Local.

## Descripció
Es tracta d'un mas de planta rectangular amb teulat a dues aigües, sostingut per bigues de fusta sortides. Disposa de planta baixa i dos pisos superiors. La primera té una gran porta dovellada central i dues finestretes a cada costat. El primer pis té una destacable finestra central, feta de carreus molt ben tallats, guardada per un guardapols i decorada amb tres cares humanes. El pis superior té una finestra triple a la part central i una a cada costat. Els murs són estucats.

## Història
Antigament era fora muralles, a l'altre costat del Pont de Santa Magdalena que donava accés a la vila. Actualment es troba voltada de blocs de pisos i s'ha incorporat dins la xarxa urbanística de la ciutat d'Olot.